# 日本高速通信
日本高速通信株式会社（にほんこうそくつうしん）は、かつて日本に存在した第一種電気通信事業を事業内容とする会社である。
現在のKDDIの前身会社の1つ。

## 概説

### 設立の背景
1983年（昭和58年）12月25日、電気通信事業法、日本電信電話株式会社法及び電気通信事業法の施行に伴う関係法律の整備等に関する法律が施行された。これにより、通信事業分野の自由化による民間活力と競争原理導入が始まった。この法の施行により設立された新規通信事業者は、NCC（New Common Carrier）と呼ばれた。
1984年（昭和59年）11月の参議院会議において「電気通信事業分野に競争原理を導入することが検討されているが、建設省（現・国土交通省）においても高速道路網を利用した情報システムの構築を推進していると聞いているが、その構想と概略についてお伺いした」との質問があった。
この質問に対し建設省道路局長が、通信設備の状況と今後の展開について、以下のとおりの説明を行った。
- 1983年（昭和58年）度末、高速道路には既に道路情報用の通信回線が約3,435キロにわたって施設されている。建設省としては、道路情報を含む多様な情報を伝達するため大容量の光ファイバーを施設し、高速道路利用者の利益の増進に資するとともに、さらに幅広く通信回線としても活用する、いわゆる情報ハイウエー構想を推進している。このため本年7月に設立された財団法人道路新産業開発機構において高速道路網を利用した新情報システムの検討を鋭意進めてきた。システムのイメージが現在具体化してきたので、このほど民間企業からの出資により光ファイバー等通信施設を敷設、管理する新会社が設立されることとなった。

- 新しい会社については、1984年（昭和59年）10月25日、発起人会が行われ、その名前を「日本高速通信株式会社」、通称テレウエージャパンとすることと、当初の払込資本を49億円とすること等が決められたと聞いている。この会社は、日本道路公団（現・NEXCO）が設置する道路管理用の通信設備とともに、高速道路等に光ファイバーケーブル等の電気通信設備を設置して、これを賃貸することを主たる目的としており、今月中にも設立され、早急に事業に着手する予定であると聞いている。それから、新会社による事業の進展は、民間活力の活用による道路空間の有効利用と道路機能の増進につながる有意義なことと考えているので、建設省としても積極的に支援していきたい考えている。

### 会社の概要
1984年（昭和59年）11月16日に日本高速通信株式会社（通称：テレウェイ）が、日本道路公団の公益法人である財団法人道路施設協会（現・財団法人高速道路交流推進財団）、トヨタ自動車により設立された。設立の目的は、高速道路敷設の既設通信回線の利活用と新たに光ファイバーを敷設し、国内情報通信システム事業を行うことであった。
1985年（昭和60年）6月21日に郵政大臣より電気通信事業法にもとづき第一種電気通信事業の許可が与えられた。同年8月末時点での資本金は83億円。
同社は、東名高速道路、名神高速道路沿いに光ファイバーケーブルを敷設し、東京、名古屋、大阪間沿線都府県を業務区域としている。1986年（昭和61年）11月から専用線サービスを開始した。
1987年（昭和62年）9月4日から長距離（市外）電話サービスを開始した。事業者識別番号は0070。1987年の東京 - 沼津間の通話料は、平日昼間の場合、NTTの3分260円、テレウェイが220円であった。着信課金サービスのフリーフォンも提供していた。番号は0070-800-xxxxxxで、親会社のトヨタグループを中心に用いられていた。
当初、同社の常務は、企業向けデジタル専用回線だけで業務を行い、ノウハウを蓄積してから一般市外電話サービスへ参入する乗り出す計画を立てていた。しかし、会社設立間近の1984年に、NTTがデジタル専用回線の料金をアナログ回線の平均1/2に設定すると発表したため、早くも計画変更に追い込まれた。企業向けデジタル専用専用回線だけでの事業開始は難しいということになり、市外電話サービスも事業開始時早々に始めることとなったと述べている。
しかし、同社はまず需要の多い東海道において収益を上げ企業体力が付いてから全国展開との慎重論が全国展開を主張する積極論を抑えていた。しかしこれが足枷となった。

### KDDとの合併・解散
第二電電、日本テレコムに対し、日本高速通信はサービスの全国展開が遅れたために赤字経営が続き、1997年（平成9年）11月25日に国際電信電話株式会社（KDD）との合併が発表された。その後、翌1998年（平成10年）7月29日の合併契約書調印を経て、同年12月1日をもって合併およびケイディディ（KDD）株式会社へ社名変更、日本高速通信は解散に至った。

## 沿革
- 1984年（昭和59年）11月 - 日本高速通信株式会社設立。
- 1984年（昭和59年）12月 - 郵政省より電気通信事業法に依る第一種電気通信事業の許可取得。
- 1985年（昭和60年）6月 - 電気通信事業法、日本電信電話株式会社法施行。
- 1986年（昭和61年）11月 - 東京、名古屋、大阪間にて専用線サービス開始。
- 1987年（昭和62年）3月 - 日本高速通信・トヨタ自動車・東京電力・中部電力が中心となり日本移動通信設立。1988年12月サービス開始。[12]
- 1987年（昭和62年）9月 - 長距離（市外）電話サービス開始。
- 1998年（平成10年）12月 - 1日をもって、国際電信電話株式会社に吸収合併。同時にKDD株式会社へ社名を変更した。

## 歴代社長
- 菊池三男 - 首都高速道路公団理事長
- 花岡信平 - 元住友銀行副頭取
- 東款

## CMキャラクター
- ピーナッツ
- 森口博子
- 荻野目洋子
- 福山雅治 - BANGO!イメージキャラクター
- 和田アキ子
- 田中裕子